# Matsyendra

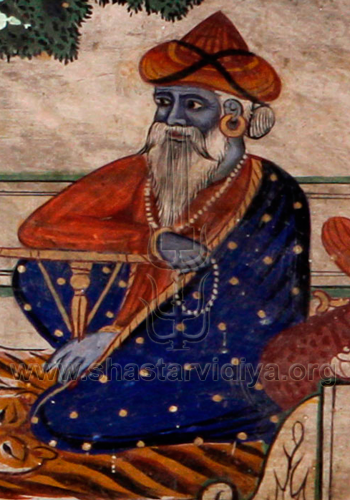
Matsyendra oder Matsyendranatha

Matsyendra oder Matsyendranatha (Sanskrit: मत्स्येन्द्र, Matsyendra m.; Pali: Macchanda; Hindi: Macchendranath) ist ein legendärer indischer Heiliger und Begründer des Kaula-Tantra. Er war der Lehrer von Goraksha und lebte vermutlich im 6. oder 7. Jahrhundert, möglicherweise aber auch erst im 10. Jahrhundert bis 11. Jahrhundert, beide sollen in Bengalen geboren worden sein und werden als geistige Führer (Gurus) der Nath-Sekte verehrt.  Nach Matsyendra wird ein Asana benannt: das Matsyendrasana, eine vereinfachte Version davon ist das Ardha Matsyendrasana.
In seinem Tantra-Aloka grüßte ihn Abhinavagupta als seinen Guru, hieraus wird vermutet, dass Matsyendra vor Mitte des 10. Jahrhunderts gelebt habe.

## Namen
Matsyendra oder Matsyendranatha erscheint unter vielen Namensformen, die meisten sind Dialektformen, wie Macchendar. Wie bei den Kanpatha-Yogins üblich, wird dem Namen das Wort natha (“Meister”) angehängt. Daneben wird er auch Minanatha “Fischmeister” genannt, ein Name also, dessen Bedeutung identisch ist mit Matsyendra, was etwa mit „Fischherr“ übersetzt werden kann. Im tibetischen Buddhismus heißt er zudem Lui Pa.

## Leben und Legende
Um Matsyendra und seine Schüler ranken sich viele Legenden, die es verunmöglichen, zu bestimmen, welche Züge historisch sind, und die es auch schwer machen, Matsyendra zu datieren. Vieles spricht dafür, dass er um das Jahr 600 nach Nepal kam.
Er war ein Fischer in Bengalen und lebte auf der Insel Chandradvipa (“Mondinsel”). Erstmals wird er im 10. Jahrhundert als Macchanda im Buch Tantraloka von Abhinavagupta genannt, der ihm in seinem Werk große Verehrung zollt.

### Die Inkarnation Shivas
Eine Sage aus dem 10./11. Jh. erzählt, dass sich Shiva als Fischer Matsyendra inkarnierte, um den Fisch zu fangen, der sein heiliges Tantralehrbuch verschluckt hatte, nachdem Karttikeya dieses ins Meer geworfen hatte. Danach gab er in dieser Inkarnation die Lehre mehreren Schülern weiter. Da er als Fischer einer niederen Kaste angehörte, nahm er Schüler aus allen Schichten an, deren adligster König Colendranatha war, während sein Hauptschüler Goraksha der unteren Schicht angehörte.

### Der Fisch
Eine verbreitete Sage berichtet, wie Shiva seine Frau Parvati am Meeresstrand auf der Insel Candradvipa in die Geheimlehre des Tantra einführte. Der Fischer Matsyendra aber verwandelte sich in einen großen Fisch und hörte aufmerksam dem Lehrgespräch zu. Eine Version sagt, dass Matsyendra sich in einen riesigen Fisch hinein setzte und so unbemerkt dem geheimen Gespräch lauschen konnte. Nach geraumer Zeit nickte Parvati ein und Shiva fragte: “Schläfst du?” Da antwortete Matsyendra, begierig auf den Lehrstoff: “Nein, ich bin wach!” Shiva bemerkte nun den großen Fisch und erkannte Matsyendra. Erfreut über die Schlauheit und Aufmerksamkeit entschloss er sich, die Lehre anstelle der Parvati, nun dem Matsyendra vollständig mitzuteilen. Er setzte sich ebenfalls in den Fisch und weihte Matsyendra während zwölf Jahren in die tantrische Lehre ein.

### Matsyendras Söhne
Dem Matsyendra werden sechs Söhne zugeschrieben, zwei davon hatte er von der Königin von Sri Lanka, mit der er ein mehrjähriges Liebesverhältnis hatte. Diese beiden, Nimnath und Parashnath, gelten der Legende nach als Begründer des Jinismus. In Wahrheit aber sind sie als Begründer zweier Sekten der Kanphata-Yogins zu betrachten, die jinistische Ideen aufgenommen haben.

## Verehrung
Seit seiner ersten Erwähnung im 10. Jahrhundert, genießt Matsyendra große Verehrung. In Nepal, wo er von den Buddhisten als Avalokiteshvara verehrt wird, gilt er als Schutzgott des Landes, dem jedes Frühjahr ein Wagenfest gefeiert wird, bei dem um reichlich Regen für die Saat gebeten wird. Matsyendra wird auch als Gründer einiger Sekten der Kanphata-Yogins verehrt.

## Werke
Matsyendra gilt als Autor des Kaulajnananirnaya.